# Erik Severin (ämbetsman)
Erik Johan Severin (i riksdagen kallad Severin i Gävle), född 22 februari 1909 i Segersta socken, Gävleborgs län, död 28 februari 1978 i Hässelby församling, var en svensk ämbetsman, politiker (socialdemokrat) och författare. 
Severin studerade vid Brunnsviks folkhögskola 1929–1930, var ledamot av Bränslekommissionen 1946–1948, dess ordförande och chef 1949–1953, chef för Priskontrollnämnden 1954–1956, ordförande för Statens pris- och kartellnämnd 1957, verkställande direktör för Svenska riksbyggen 1958–1967 samt generaldirektör och chef för Sjöfartsverket 1968–1974. Han var ledamot av Gävle stads stadsfullmäktige 1943–1957 (ordförande 1954–1957).
Severin var riksdagsledamot 1943–1948 och 1953–1957, invald i Gävleborgs läns valkrets. Han är begravd på Segersta kyrkogård.